# Општина Лошка Долина
Општина Лошка Долина (словен. Loška dolina) је једна од општина Нотрањско-Крашке регије у Словенији. Седиште општине је градић Стари Трг при Ложу.

## Природне одлике
Рељеф: Општина Лошка Долина налази се на југу државе. Доминира карстно тло. Северни део општине је нижи и у виду крашког поља - Лошко поље, док је јужни део планински - планина Снежник.
Клима: У општини влада умерено континентална клима.
Воде: У општини постоји низ мањих понорница.

## Становништво
Општина Лошка Долина је ретко насељена.

## Насеља општине
| - Бабна Полица - Бабно Поље - Вишевек - Врх - Врхника при Ложу | - Дане - Долење Пољане - Ига Вас - Кланце - Кнежја Њива | - Козаришче - Лож - Марковец - Надлеск - Подцеркев | - Подгора при Ложу - Подлож - Пудоб - Света Ана при Ложу - Стари Трг при Ложу - Шмарата |